# تفجيرات طشقند 2004
في يوم الجمعة 30 يوليو 2004، وقعت ثلاثة تفجيرات انتحارية في طشقند، أوزبكستان. استهدفت التفجيرات السفارتين الإسرائيلية والأمريكية ومكتب المدعي العام الأوزبكي. قُتل حارسان أوزبكيان في السفارة الإسرائيلية وأصيب تسعة آخرون في التفجيرات.

## التفجيرات
حدثت التفجيرات في وقت واحد تقريبًا في حوالي الساعة 5 مساءً  قُتل اثنان من الأوزبك الذين كانوا يحرسون السفارة الإسرائيلية عندما اقترب مهاجم من المدخل وشاهدا الحراس. أحد الحراس الذين قتلوا هو حارس شخصي للسفير الإسرائيلي. أصيب سبعة أشخاص في التفجير الذي وقع في مكتب المدعي العام واثنين آخرين في السفارة الأمريكية. لم يصب أي أمريكي أو إسرائيلي بالهجمات.
وقعت التفجيرات بعد فترة وجيزة من محاكمة خمسة عشر شخصًا مشتبه بهم من أعضاء تنظيم القاعدة لشنهم سلسلة من الهجمات في وقت سابق من عام 2004 أسفرت عن مقتل 47 شخصًا (معظمهم من المسلحين ) والتآمر للإطاحة بالحكومة الأوزبكية. وأعلن اتحاد الجهاد الإسلامي مسؤوليته عن الهجمات. يشتبه في تورط تنظيم القاعدة والحركة الإسلامية الأوزبكية في الهجمات. ويذكر أن أوزبكستان أصبحت حليفا أساسيا للولايات المتحدة بعد هجمات 11 سبتمبر/ أيلول 2001. وقد فتحت قواعدها العسكرية للقوات الأميركية في حربها على أفغانستان.
اتهم ممثل «حزب التحرير الإسلامي الأوزبكي» في بريطانيا عمران واحد:«النظام الاستبدادي في أوزبكستان بالوقوف وراء هذه الحوادث للقضاء على المعارضة السياسية الإسلامية الشرعية». بينما اتهم الرئيس الاوزبيكي اسلام كريموف الذي قطع اجازته وعاد طشقند، اتهم في حزب التحرير الإسلامي، الذي تقول العديد من اجهزة الاستخبارات انه فرع للقاعدة في اسيا الوسطى.

## التأثير
تجمع نحو ألفي متظاهر في في انديجان للمطالبة بتبرئة 23 رجلاً يحاكمون بتهمة انتمائهم لحركات سلامية متطرفة مخالفة للدستور، وتأسيس خلية لحركة «اكرومايا» الإسلامية التي تعد فرعاً من حزب التحرير الإسلامي. وفي خريف عام 2004، نفذت لجنة الأمن القومي الكازاخستانية سلسلة اعتقالات لمواطنين من كازاخستان وأوزبكستان، للاشتباه في مشاركتهم في هجمات إرهابية في طشقند. في الوقت نفسه، شددت السلطات الكازاخستانية سيطرتها على الجماعات الإسلامية في البلاد، وخاصة في الجنوب. بعد قصف السفارة الإسرائيلية، تم إرسال مجموعة من ضباط المخابرات الإسرائيلية على الفور إلى أوزبكستان للعمل مع سلطات إنفاذ القانون المحلية للتحقيق في الهجوم: سمح التعاون بين أجهزة المخابرات الأوزبكية والإسرائيلية والأمريكية للسلطات الأوزبكية بالحد بشكل كبير من النشاط الإرهابي في البلاد.

## وصلات خارجية
- حكومة أوزبكستان والغرام اليهودي